# 岩石行星

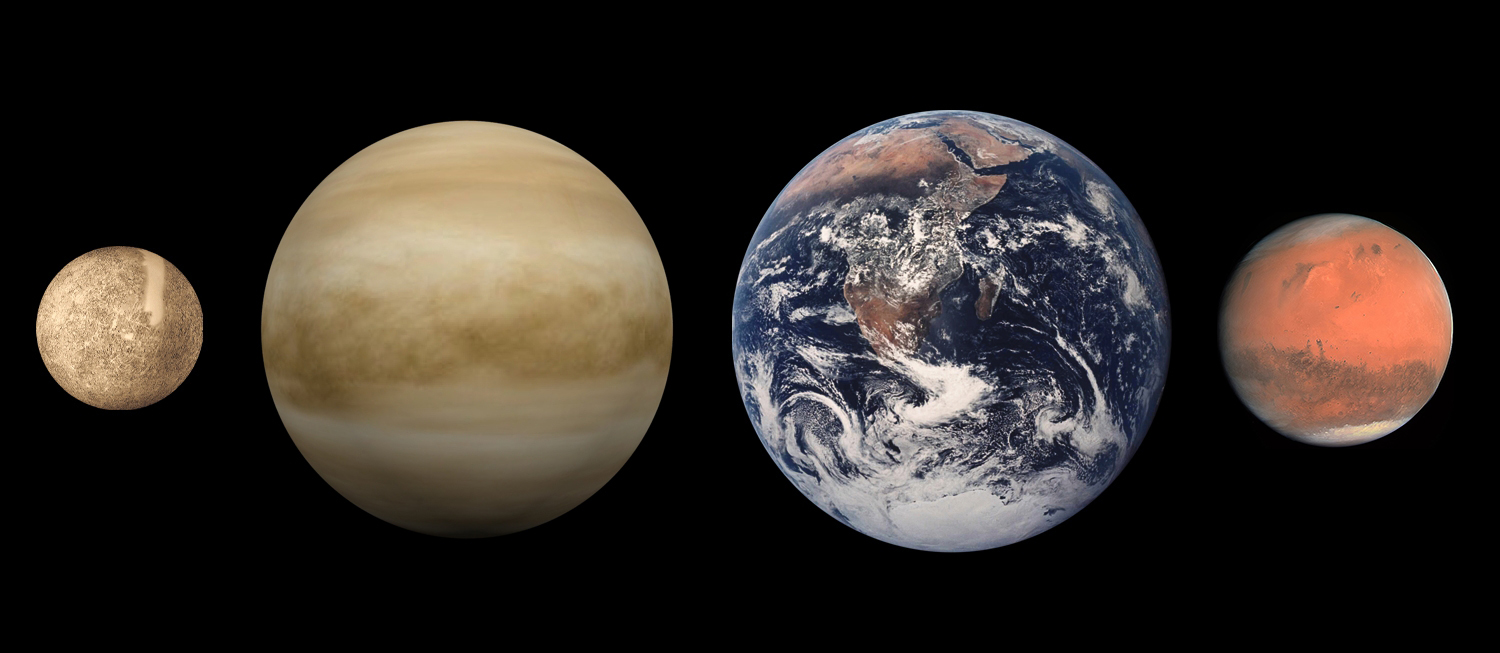
內行星，水星、金星、地球和火星，大小的比較。

岩石行星（英語：rocky planet），又稱類地行星（terrestrial planet）或地球型行星（telluric planet）都是指以硅酸鹽岩石為主要成分的行星。這個項目的英文字根源自拉丁文的「terra」，意思就是地球或土地。由於大眾媒體的流行，加上對象是行星，因此在二合一下採用「類地」行星這個譯名。類地行星與氣體巨星有極大的不同，氣體巨星可能沒有固體的表面，而主要的成分是氫、氦和存在不同物理狀態下的水。截至2013年11月4日，根據開普勒太空任務的數據，銀河系估計共有逾400億圍繞著類太陽恆星或紅矮星公轉，位於適居帶內，且接近地球大小的类地行星存在。其中110億顆是圍繞著類太陽恆星公轉。而最近的一個距離地球12光年。

## 構造
類地行星的構造都很相似：中央是一個以鐵為主，且大部分為金屬的核心，圍繞在周圍的是以硅酸鹽為主的地幔。月球的構造也相似，但核心缺乏鐵質。類地行星有峽谷、撞擊坑、山脈和火山。類地行星的大氣層都是再生大氣層，有別於類木行星直接來自於太陽星雲的原生大氣層。
理論上，類地行星或是岩石可以分為兩類，一類以硅化合物為主，另一類以碳化物為主，像是含碳球粒隕石的小行星。這兩類分別稱為硅酸盐行星和碳行星（或鑽石行星）。

## 太陽系的類地行星

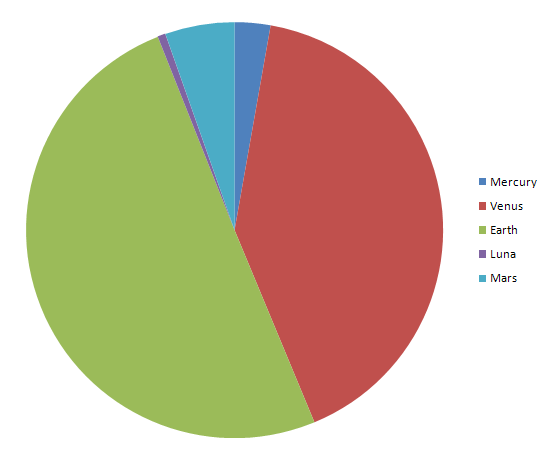
太陽系类地行星的質量比例

地球所在的太陽系有四顆類地行星：水星、金星、地球和火星，和一顆類地矮行星，穀神星。而像冥王星雖然有像類地行星的固體表面，但是以冰為主要的成分（參考冰矮星）。當太陽系形成時，應該還有很多這樣的天體（微行星），但是她們可能都在太陽星雲形成四顆氣體巨星的過程中被合併或毀滅。類地行星中，只有地球現在仍有活躍的水圈。

### 密度趨勢
一個地行星的密度是指在零壓力下的平均質量。密度越高，則金屬含量越高。类地行星的密度會隨著與恆星的距離增加而逐漸下降。下表列出了太陽系裡的类地行星、月球和六個體積最大的小行星。
| 星體   | 平均密度   | 未壓縮密度 | 半長軸  |
| ------ | ---------- | ---------- | ------- |
| 水星   | 5.4 g cm−3 | 5.3 g cm−3 | 0.39 AU |
| 金星   | 5.2 g cm−3 | 4.4 g cm−3 | 0.72 AU |
| 地球   | 5.5 g cm−3 | 4.4 g cm−3 | 1.0 AU  |
| 月球   | 3.3 g cm−3 | 3.3 g cm−3 | 1.0 AU  |
| 火星   | 3.9 g cm−3 | 3.8 g cm−3 | 1.5 AU  |
| 火衛一 | 1.9 g cm−3 | 1.9 g cm−3 | 1.5 AU  |
| 火衛二 | 1.5 g cm−3 | 1.5 g cm−3 | 1.5 AU  |
| 灶神星 | 3.4 g cm−3 | 3.4 g cm−3 | 2.3 AU  |
| 穀神星 | 2.1 g cm−3 | 2.1 g cm−3 | 2.8 AU  |
| 智神星 | 2.8 g cm−3 | 2.8 g cm−3 | 2.8 AU  |

除了衛星外，所有类地星體均符合密度趨勢的定律。而类地星體衛星的密度不同，是因為它們的形成方式與类地星體不同。

## 太陽系外的類地行星

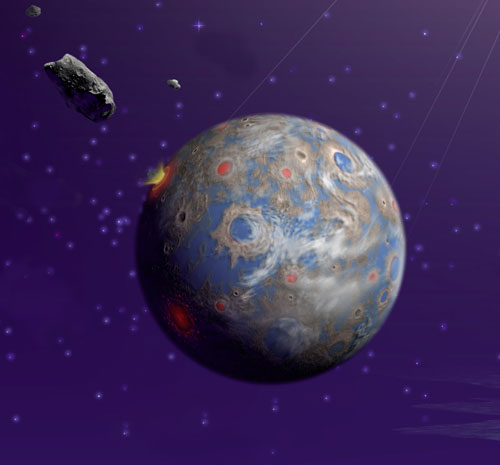
太空干涉測量任務將能偵測到有如這幅藝術家的揣摩的地球尺度的行星。

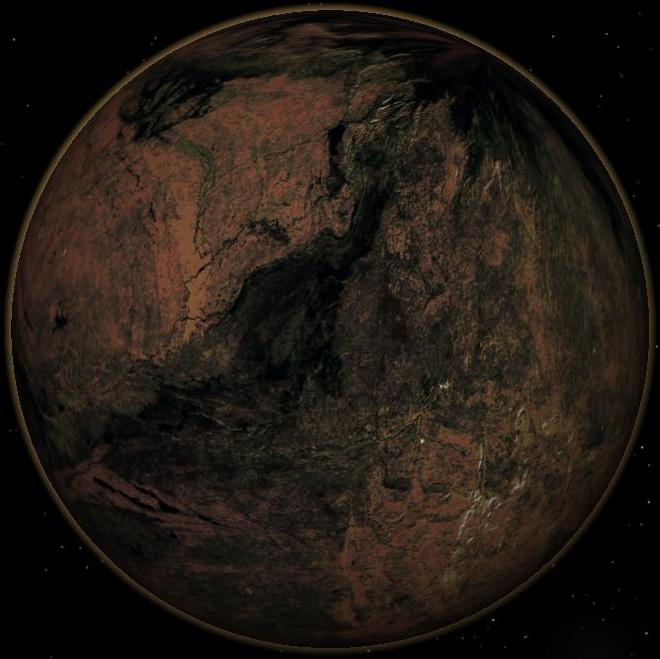
藝術家筆下的碳行星

迄今，天文學家在太陽系外發現的外太陽系行星幾乎都是氣體巨星，因為氣體巨星較大而容易觀測或推斷其存在。但是還有一定數量的系外行星被懷疑或確認是類地行星。
亞歷山大·沃爾茲剛偵測到第一顆外太陽系的類地行星，發現三顆環繞脈衝星PSR B1257+12的行星，質量分別是地球的0.02、4.3和3.9倍。這是個意外的發現，它們的凌中斷了脈衝星的電波輻射。（如果不是軌道經過脈衝星的前方，不可能被發現。）
當第一顆環繞熔合星的系外行星飛馬座51b被發現時，許多天文學家都假設它是一顆碩大類地行星，因為如果是巨大的氣體行星，不可能在如此的距離上緊挨著恆星（0.052AU）。然而隨後一顆相似的系外行星（HD 209458 b）直徑被測量出來，由凌的現象顯示這些行星的確是氣體巨星。
2005年6月，天文學家在距離15光年的紅矮星Gliese 876旁發現了第一顆幾乎可以確定是類地行星的系外行星。這顆行星的質量是地球的5至7倍，公轉恆星的週期只有兩個地球日的時間。
2005年8月10日，探測透鏡異常網絡/自動望遠鏡網絡和光學重力透鏡實驗在天蠍座距離地球21,000光年處，觀測到一顆命名為OGLE-2005-BLG-390Lb的低溫行星，質量是地球的5.5倍。新發現的這顆行星，環繞母恆星運轉的距離相當於太陽系的小行星帶，經由重力微透鏡的技術顯露了這顆行星的存在。目前這種獨特的能力可以發現質量低至地球的行星。
在2007年4月，由11位歐洲的科學家組成的一個小組宣佈發現了一顆在適居帶的地外行星，有著與地球相似的溫度。這項發現使用的是歐洲南方天文台位於智利拉西拉天文台的望遠鏡，那兒有一架特製的光譜儀，可以分辨出光譜中只有幾個波長幅度的擺動，而這種擺動可能透露出其他世界的存在。她們揭露了環繞紅矮星Gliese 581的行星，新發現的行星被命名為Gliese 581 c，並鼓舞天文學家對同樣昏暗恆星擺動的研究，因為與地球類似的行星有80%是在紅矮星旁發現的。這顆新發現的行星質量是地球的5倍，被歸類為超級地球。發現者還不能肯定他是像地球一樣的岩石行星，還是表面被冰凍的液體水行星。如果他是像地球一樣的岩石，以目前主流的理論推測他的直徑會是地球的1.5倍，如果是顆冰球，則其直徑會更大。
在2015年7月，美国航空航天局对开普勒太空望远镜的分析发现，开普勒452b很可能是岩石行星。
开普勒452b的直径比地球大60%，这是开普勒的观测数据能够精确测定的。基于它的直径，以及它所环绕的恒星类型，开普勒452b是岩石行星的可能性，高于以往开普勒发现的其他行星。
这颗行星距离地球1400光年，绕着一颗与太阳非常相似的恒星运行。那颗恒星的质量比太阳多4%，亮度则要多出10%。开普勒452b到那颗恒星的距离，跟地球到太阳的距离相同。按照模型，这样一颗大质量的岩石行星，很可能至今仍然有活跃的火山活动。
未來，將有一定數量的望遠鏡有能力直接觀察到類地行星，包括岩石行星發現者（Terrestrial Planet Finder）、太空干涉測量任務、達爾文任務、新世界任務、克卜勒計畫和勢不可擋的巨大望遠鏡。而天文学家也认为许多或大多数的近似太阳的恒星附近可能都存在类地行星。

### 可能的類地行星
| 分類                   | 行星          | 恆星         | 註解                                                |
| ---------------------- | ------------- | ------------ | --------------------------------------------------- |
| 質量接近 1 M地球       | PSR 1257+12 C | PSR B1257+12 | 3.9 MEarth                                          |
| 軌道距離接近1 AU       | HD 142 b      | HD 142       | 0.980 AU                                            |
| 軌道距離接近1 AU       | HD 28185 b    | HD 28185     | 1.031 AU                                            |
| 軌道距離接近1 AU       | HD 128311 b   | HD 128311    | 1.02 AU                                             |
| 軌道周期接近365-地球日 | HD 142 b      | HD 142       | 337 d                                               |
| 軌道周期接近365-地球日 | HD 92788 b    | HD 92788     | 378 d                                               |
| 溫度接近300K           | 天壇座 μe     | 天壇座μ      | 308 K                                               |
| 溫度接近300K           | Gliese 581 c  | Gliese 581   | 290 K; 第一顆在類似地球適居帶的行星，可能有液態水。 |

## 外部連結
- SPACE.com: Q&A: The IAU's Proposed Planet Definition （页面存档备份，存于） 16 August 2006 2:00 am ET
- BBC News: Q&A New planets proposal （页面存档备份，存于） Wednesday, 16 August 2006, 13:36 GMT 14:36 UK
- Astronomers Find First Earth-like Planet in Habitable Zone ESO - European Organisation for Astronomical Research in the Southern Hemisphere, 27 April 2007
- Found: one Earth-like planet （页面存档备份，存于） Astronomers use gravity lensing to spot homely planets. By Mark Peplow, News @ Nature.com, 25 January 2006.
- Beaulieu J.P., et al. (2006) （页面存档备份，存于） Nature, 439, 437-440.
- National Science Foundation press release （页面存档备份，存于） "Closer to Home."
- A New Path to New Earths （页面存档备份，存于） National Science Foundation webcast.
- Ogling Distant Stars （页面存档备份，存于） National Science Foundation grant report.
- Wolszczan's Pulsar Planets.
- PLANET Homepage （页面存档备份，存于）.
- RoboNet Homepage.
- OGLE Homepage.
- MOA Homepage （页面存档备份，存于）.